# Colleen Camp
Pour les articles homonymes, voir Camp.
Colleen Camp est une actrice et productrice américaine, née le 7 juin 1953 à San Francisco.
Elle est notamment connue pour son rôle dans le film Cluedo, où elle interprète Yvette, une servante. Elle est connue aussi pour son personnage de Ann Morris dans le film Le Jeu de la mort, de Robert Clouse, bien qu'elle n'ait jamais rencontré Bruce Lee, ce dernier étant décédé en 1973, elle joue alors avec une doublure dans ce film.

## Filmographie
(août 2024).

### Comme actrice

#### Cinéma
- 1973 : La Bataille de la planète des singes (Battle for the Planet of the Apes) de J. Lee Thompson : Julie, la servante
- 1974 : The Last Porno Flick de Ray Marsh : la 5e actrice
- 1974 : The Swinging Cheerleaders de Jack Hill : Mary Ann
- 1975 : Funny Lady d'Herbert Ross : la fiancée de Billy
- 1975 : Smile de Michael Ritchie : Connie Thompson, Miss Imperial Valley
- 1976 : 3 panthères au combat (She Devils in Chains) de Cirio H. Santiago : Ginger Douglas
- 1976 : Chewing Gum Rallye de Charles Bail (en) : la copine de Franco
- 1977 : Death Game de Peter S. Traynor : Donna
- 1977 : Love and the Midnight Auto Supply de James Polakof : Billie Jean
- 1978 : Cat in the Cage de Tony Zarinda : Gilda Riener
- 1978 : Le Jeu de la mort (Game of Death) de Robert Clouse : Ann Morris[1]
- 1979 : Apocalypse Now de Francis Ford Coppola : la playmate Miss May
- 1980 : Cloud Dancer de Barry Brown : Cindy
- 1981 : Et tout le monde riait (They All Laughed) de Peter Bogdanovich : Christy Miller
- 1982 : Deadly Games de Scott Mansfield : Randy
- 1982 : Tele Terror (The Seduction) de David Schmoeller : Robin
- 1983 : Traumstein (Trial by Terror) de Hildy Brooks : Terri
- 1983 : Valley Girl de Martha Coolidge : Sarah Richman
- 1983 : Cours après-moi shérif 3 (Smokey and the Bandit Part 3) de Dick Lowry : Dusty Trails
- 1984 : The City Girl de Martha Coolidge : Rose
- 1984 : Joy of Sex Martha Coolidge : Liz Sampson
- 1984 : Hotel Monplaisir (The Rosebud Beach Hotel) de Harry Hurwitz : Tracy King
- 1985 : Police Academy 2 : Au boulot ! (Police Academy 2: Their First Assignment) de Jerry Paris et James Signorelli : Sergent Kathleen Kirkland
- 1985 : D.A.R.Y.L. de Simon Wincer : Elaine Fox
- 1985 : La Taule en délire (Doin' Time ) de George Mendeluk : Nancy Catlett
- 1985 : Cluedo (Clue) de Jonathan Lynn : Yvette
- 1986 : Police Academy 3 : Instructeurs de choc : Mrs Kirkland-Tackleberry
- 1986 : Screwball Academy de John Blanchard : Liberty Jean
- 1987 : L'Héritier à quatre pattes (Walk Like a Man) de Melvin Frank : Rhonda Shand
- 1987 : Police Academy 4 : Aux armes citoyens (Police Academy 4: Citizens on Patrol) de Jim Drake : Mrs Kirkland-Tackleberry
- 1988 : Illégalement vôtre (Illegally Yours) de Peter Bogdanovich : Molly Gilbert
- 1988 : Track 29 de Nicolas Roeg : Arlanda
- 1989 : Ma belle-mère est une sorcière (Wicked Stepmother) de Larry Cohen : Jenny Fisher
- 1990 : Un pourri au paradis (My Blue Heaven) de Herbert Ross : Dr Margaret Snow Coopersmith
- 1992 : Unbecoming Age d'Alfredo et Deborah Ringel : Deborah
- 1992 : Wayne's World de Penelope Spheeris : Mrs; Vanderhoff
- 1992 : Psychose meurtrière (The Vagrant) de Chris Walas : Judy Dansig
- 1993 : Naked in New York de Daniel Algrant : une candidate
- 1993 : Sliver de Phillip Noyce : Judy Marks
- 1993 : Last Action Hero de John McTiernan : Ratcliff
- 1994 : Les Héritiers affamés (Greedy) de Jonathan Lynn : Patti
- 1995 : Une journée en enfer (Die Hard: With a Vengeance) de John McTiernan : Connie Kowalski
- 1995 : Le Club des baby-sitters (The Baby-Sitters Club (en)) de Melanie Mayron : Maureen McGill
- 1995 : Trois vœux (Three Wishes) de Martha Coolidge : La femme du voisin
- 1996 : Kid... napping ! (House Arrest) de Harry Winer : Mrs. Burtis
- 1996 : L'Associé (The Associate) de Donald Petrie : Détective Jones
- 1997 : Ice Storm (The Ice Storm) d'Ang Lee : Dr Pasmier
- 1997 : Plump Fiction de Bob Koherr : Viv
- 1997 : Speed 2 : Cap sur le danger (Speed 2: Cruise Control) de Jan de Bont : Debbie
- 1999 : Jazz Night de Wallis Nicita (court métrage) : Marge Winslow
- 1999 : L'Arriviste (Election) d'Alexander Payne : Judith R. Flick
- 1999 : Allergique à l'amour (en) (Love Stinks) de Jeff Franklin : Monica Harris
- 1999 : Goosed d'Aleta Chappelle : Jane
- 2000 : Loser d'Amy Heckerling : la femme sans-abri
- 2001 : Attraction animale (Someone Like You...) de Tony Goldwyn : Realtor
- 2001 : American Rhapsody (An American Rhapsody) d'Eva Gardos : Dottie
- 2001 : Cash Express (Rat Race) de Jerry Zucker : l'infirmière de la Rainbow House
- 2002 : Joshua de Jon Purdy : Joan Casey
- 2002 : Complicité fatale (Second to Die) de Brad Marlowe : Cynthia
- 2002 : Mauvais piège (Trapped) de Luis Mandoki : Joan Evans
- 2003 : Viens voir papa ! (Who's Your Daddy?) d'Andy Fickman (vidéo) : Beverly Hughes
- 2004 : L.A. Twister de Sven Pape : Judith
- 2004 : En bonne compagnie (In Good Company) de Paul Weitz : la réceptionniste
- 2005 : The Monster of Longwood
- 2005 : La rumeur court... (Rumor Has It...) de Rob Reiner : l'épouse de Pasadenan
- 2006 : Courir avec des ciseaux (Running with Scissors) de Ryan Murphy : Joan
- 2008 : 5-25-77 de Patrick Read Johnson : Janet Johnson
- 2008 : Tout... sauf en famille (Four Christmases) de Seth Gordon : Tante Donna
- 2009 : L'Assistant du vampire (Cirque du Freak: The Vampire's Assistant) de Paul Weitz : Angela Shan
- 2010 : Burning Palms de Christopher Landon : Barbara Barish
- 2010 : Psych : 9 d'Andrew Shortell : Beth
- 2011 : Boop de Ryan Perez (court métrage) : Mrs. Boop
- 2011 : Balls to the Wall de Penelope Spheeris : Maureen
- 2011 : Hollywood & Wine de Matt Berman & Kevin P. Farley : la juge
- 2011 : Amour, mariage et petits tracas (Love, Wedding, Marriage) de Dermot Mulroney : Ethel
- 2011 : Homecoming de Sean Hackett : Cathy
- 2012 : Dans la tête de Charles Swan III (A Glimpse Inside the Mind of Charles Swan III) de Roman Coppola : Karen
- 2013 : American Bluff (American Hustle) de David O. Russell : Brenda
- 2013 : Palo Alto de Gia Coppola : Sally
- 2014 : Broadway Therapy (She's Funny That Way) de Peter Bogdanovich : Cece
- 2015 : Knock Knock d'Eli Roth : Vivian
- 2015 : Grandma de Paul Weitz : la cliente dans le magasin Hallenbeck
- 2015 : Joy de David O. Russell : Lori
- 2016 : Always Shine de Sophia Takal : Sandra
- 2017 : An Imperfect Murder (The Private Life of A Modern Woman) de James Toback : Elaine Lockman
- 2017 : Strange Company de Weston Currie (court métrage) : Patty
- 2018 : The Truth About Lies de Phil Allocco : May
- 2018 : Dead Women Walking de Hagar Ben-Asher : Michelle
- 2018 : La Prophétie de l'horloge (The House with a Clock in Its Walls) d'Eli Roth : Mrs. Hatchett
- 2019 : Trip's Duplage de Spencer Squire (court métrage) : Debbie Dint
- 2020 : Mainstream de Gia Coppola : Judy
- 2020 : Spenser Confidential de Peter Berg : Betty
- 2021 : Violet de Justine Bateman : Connie Campos
- 2022 : Monstrous de Chris Sivertson : Madame Langtree
- 2022 : Père Stu : un héros comme les autres (Father Stu) de Rosalind Ross : réceptionniste au Motel
- 2022 : 9 Bullets de Gigi Gaston : Drew
- 2022 : Amsterdam de David O. Russell : Eva Ott
- 2023 : Back on the Strip de Chris Spencer : Rita
- 2023 : Wayward de Jacquelyn Frohlich : Wanda
- 2023 : All Happy Families de Haroula Rose : Lila
- 2023 : Wild Eyed and Wicked de Gordon Shoemaker Foxwood : Geneviève
- 2024 : La Délivrance (The Deliverance) de Lee Daniels : Docteur Hoffsteder
- 2024 : The Trainer de Tony Kaye :
- 2024 : Here's Yianni ! de Christina Eliopoulos : Docteur Jenny

#### Télévision
- 1973 : Docteur Marcus Welby (Marcus Welby, M.D.) (série télévisée) : Betty Adams (1 épisode)
- 1976 : Amelia Earheart (TV) : Starlet
- 1976 : Starsky et Hutch (série télévisée, Saison 2 :: Vampirisme) : Bobette ( épisode 7)
- 1978 : Lady of the House (TV) : Rosette
- 1979 : Dallas (série télévisée) : Kristin, la sœur de Sue Ellen (Saison 2 - Épisode 19)
- 1981 : Shérif, fais-moi peur : "La déception de Cooter" (Saison 4 - Épisode 10) : Bonnie Lane
- 1986 : Screwball Academy (TV) : Liberty Jean
- 1987 ''Arabesque'' (Saison 3, Épisode 13): L'homme à la voix rauque : Dody Rogers
- 1988 : Addicted to His Love (TV) : Ellie Snyder
- 1991 : Les Mamas en délire (Backfield in Motion) (TV) : Laurie
- 1993 : For Their Own Good (TV) : Chris
- 1994 : Tom (série télévisée) : Kara Wilhoit
- 1996 : Coup du sort (Suddenly) (TV) : Jude
- 1996 : The Right to Remain Silent (TV) : Mrs. Buford Lowry
- 2001 : Comment fabriquer un monstre (How to Make a Monster) (TV) : Faye Clayton
- 2000 : Bar Hopping (en) (TV) : Chick with Ax to Grind
- 2005 : Mystery Woman: Mystery Weekend (TV) : Maura Hobbs
- 2006 : Dead and Deader : Mrs. Wisteria
- 2011 : Amour, mariage et petits tracas (Love, Wedding, Marriage) de Dermot Mulroney (TV) : Ethel
- 2013 : Mob City (série télévisée) : la femme dans le restaurant (2 épisodes)
- 2020 : The Twilight Zone : La quatrième dimension : Chantal (saison 2, épisode 10)

### Podcast
- 2020 : The Left Right Game : Blue Jay

### Comme productrice

#### Cinéma
- 1984 : City Girl
- 1998 : The Cream Will Rise
- 1998 : Jesse (Shattered Image)
- 2001 : American Rhapsody (An American Rhapsody)
- 2015 : Knock Knock d'Eli Roth
- 2022 : Père Stu : un héros pas comme les autres (Father Stu) de Rosalind Ross

#### Télévision
- 2001 : Earth vs. the Spider (Earth vs. the Spider) (TV)
- 2001 : Comment fabriquer un monstre (How to Make a Monster) (TV)
- 2001 : The Day the World Ended (The Day the World Ended) (TV)
- 2001 : Mermaid Chronicles Part 1: She Creature (TV)
- 2002 : Teenage Caveman (Teenage Caveman) (TV)

## Voix françaises
En France, Colleen Camp n'a pas de voix régulière.
En France
- Béatrice Michel dans :
  - La Prophétie de l'horloge[2]
  - The Deliverance

Et aussi
- Martine Messager (1er doublage) et  Véronique Alycia (2e doublage) dans Le Jeu de la mort
- Brigitte Morisan dans Dallas[3] (série télévisée)
- Béatrice Delfe dans Et tout le monde riait[2]
- Maïk Darah dans The Seduction[2]
- Pauline Larrieu dans Police Academy 2[2]
- Anne Kerylen dans Cluedo
- Françoise Vernillat dans D.A.R.Y.L.[4] (1er doublage)
- Francine Lainé dans Wayne's World
- Sophie Arthuys dans Last Action Hero[5]
- Josiane Pinson dans Une journée en enfer
- Pascale Vital dans L'associé
- Pascale Jacquemont dans Speed 2 : Cap sur le danger[2]
- Virginie Ledieu dans L'Assistant du vampire
- Marie Vincent dans Back on the Strip (en)
- Nathalie Hons dans Bride Hard (en)

Au Québec